# Karol de Bourbon-Vendôme
Karol de Bourbon-Vendôme, znany jako kardynał de Bourbon (ur. 22 września albo 22 grudnia 1523 w La Ferté-sous-Jouarre, zm. 9 maja 1590 w Fontenay-le-Comte) – francuski kardynał, kandydat Ligi Katolickiej do tronu francuskiego po śmierci Henryka III.

## Życiorys
Urodził się 22 września albo 22 grudnia 1523 roku w La Ferté-sous-Jouarre, jako syn Karola IV de Bourbon-Vendôme i Françoise d'Alençon (jego braćmi byli m.in.: Antoni i Ludwik). W czasach kiedy był klerykiem w Meaux, został ojcem Nicolasa Poulaina. 5 lipca 1540 roku został wybrany biskupem Nevers, a cztery lata później – Saintes. W 1546 roku zrezygnował z tej pierwszej diecezji. 9 stycznia 1548 roku został kreowany kardynałem diakonem i otrzymał diakonię San Sisto. Dwa lata później zrezygnował z drugiej diecezji i został arcybiskupem Rouen. Pełnił również funkcję administratora apostolskiego Carcassonne (1550–1553, 1565–1567) i Beauvais (1569–1575). W 1565 roku został legatem w Awinionie. W 1588 roku, podczas zgromadzenia Stanów Generalnych, Henryk III nakazał aresztowanie kardynała, będąc przekonanym że przyłączył się do Ligi Katolickiej. Po zabójstwie króla, Charles de Mayenne ogłosił Bourbon-Vendôme królem, który ma przyjąć imię Karol X. Był to jedyny sposób by Lotaryńczycy mogli znaleźć własnego kandydata do tronu, gdyż kandydatura Henryka IV była wykluczona, z uwagi na jego wiarę protestancką. 5 marca 1590 roku Parlament uznał kardynała za prawowitego króla Francji. Liga Katolicka rozpoczęła bić monety z wizerunkiem nowego władcy, a niektórzy jej członkowie twierdzili, że należy zwrócić się o papieską dyspensę, by Bourbon-Vendôme mógł poślubić wdowę po hrabim Guise. Kardynał cały czas przebywał w więzieniu i nie przychylał się do planów, jakie były wobec niego snute – dlatego też wysłał list do Henryka IV, uznając go za swojego króla. Zmarł 9 maja 1590 roku w Fontenay-le-Comte. Cztery lata po jego śmierci Parlament wydał kolejny wyrok, nakazujący wymazanie imienia Karola X ze wszystkich dokumentów.